# Думанский, Павел Романович
Павел Романович Думанский (укр. Павло Романович Думанський, позывной — Дум; 13 июля 2003, Львов — 20 ноября 2022, Ямполовка) — украинский военнослужащий, солдат, участник российско-украинской войны. Герой Украины (29 сентября 2023, посмертно).

## Биография
Павел Думанский родился 13 июля 2003 года во Львове. Учился в Лицее № 80, затем окончил Автомобильно-дорожный профессиональный колледж Национального университета «Львовская политехника».
С детства занимался киокушинкай каратэ в спортивном клубе «Канку» и становился многократным призёром различных соревнований.
С началом полномасштабного вторжения России в Украину в феврале 2022 года Павел активно участвовал в строительстве оборонительных сооружений. В марте того же года добровольно вступил в ряды Вооружённых сил Украины, присоединившись к 125-й отдельной бригаде территориальной обороны.
Осенью 2022 года его батальон был направлен на Лиманское направление. 20 ноября 2022 года, во время боя в районе села Ямполовка на Донетчине, Павел погиб, прикрыв собой своих товарищей от вражеского обстрела.
Похоронен 26 ноября 2022 года на Поле Почётных захоронений Лычаковского кладбища во Львове.

## Награды
- Звание «Герой Украины» с удостоением ордена «Золотая Звезда» (29 сентября 2023, посмертно) — за личное мужество и героизм, проявленные в защите государственного суверенитета и территориальной целостности Украины, верность военной присяге[1].

## Память
Во Львове улицу Академика Игоря Юхновского переименовали в улицу Павла Думанского.